# Xavier James
Xavier James (28 december 1975) is een Bermudaans atleet, die is gespecialiseerd in de 100 m. Eenmaal nam hij deel aan de Olympische Spelen, maar bleef medailleloos. 

## Biografie
In 2004 kwalificeerde James zich voor de Olympische Spelen. Hij werd uitgeschakeld in de reeksen van de 100 m in een persoonlijke besttijd van 10,40 s. 

## Persoonlijk record
| Onderdeel | Prestatie | Datum            | Plaats |
| --------- | --------- | ---------------- | ------ |
| 100 m     | 10,40 s   | 21 augustus 2004 | Athene |